# Falsimalmus niger
Falsimalmus niger – gatunek chrząszcza z rodziny kózkowatych i podrodziny zgrzypikowych. Jedyny przedstawiciel rodzaju Falsimalmus.

## Zasięg występowania
Gatunek ten występuje w Mjanmie.